# Sven Rydenfelt
Sven Rydenfelt, född 23 januari 1911 i Hjärnarp, Kristianstads län, död 15 februari 2005 i Lunds domkyrkoförsamling, Lund, var en svensk nationalekonom och liberal opinionsbildare.

## Biografi
Sven Rydenfelt blev politiskt aktiv under 1940-talet som journalist för flera tidningar. År 1945 utnämndes han till ordförande för liberala studentklubben i Lund. Stridigheter och åsiktsmotsättning med partiordföranden satte dock stopp för en karriär inom folkpartiet, och han bytte då till Högerpartiet. Rydenfelt skrev bland annat Högerpartiets bostadspolitiska program. Då han förespråkade en fri marknad betraktades han emellertid som alltför kontroversiell för partiet. År 1956 invaldes Rydenfelt i Mont Pelerin Society där han bland annat lärde känna  Friedrich Hayek och Milton Friedman, vilket kom att influera hans åskådning. 
Rydenfelt arbetade som lektor i nationalekonomi vid Lunds universitet från 1951 till 1976. Han var medlem av redaktionsrådet för tidskriften Nyliberalen och hedersordförande för Medborgare mot EMU.
På 1970-talet började Rydenfelt få erkännande i Sverige bland marknadsekonomer på högerkanten. Han fick professors namn av den nytillträdda borgerliga regeringen 1991.

## Verk
Sven Rydenfelt skrev 23 böcker och bortemot tusen artiklar. Han kritiserade såväl socialdemokratin som de borgerliga partierna, och mot slutet av sitt liv även EU och EMU. Han förutsåg redan 1956 Sovjetunionens fall och menade att unionen skulle kollapsa av sig själv.
Rydenfelt skrev tillsammans med Janerik Larsson 1966 boken Säkerhetspolisens hemliga register – om åsiktsfrihet och åsiktsförföljelse. Samma år hade han gjort en JO-anmälan av Säpos registerföring. Denna ledde till att han själv granskades av IB, misstänkt för att motiveras av vänsterpolitiska hänsyn.